# Železniční trať Norimberk–Cheb
Železniční trať Norimberk–Cheb (v německém jízdním řádu je uvedena pod číslem 860, část na českém území je v českém jízdním řádu pro cestující označená číslem 179, do roku 1998/1999 byl tento úsek částí tratě 170, od roku 1999/2000 byl uveden jen v tratích 812 a 813, později vznikl samostatný oddíl 179) je železniční trať vedoucí z hlavního chebského nádraží přes česko-německou hranici do německého města Schirnding a dále do Norimberku. Je to neelektrizovaná trať, po které jezdí hlavně německé moderní nízkopodlažní jednotky. V Česku je trať součástí celostátní dráhy, v Německu jde o hlavní trať (Hauptbahn) a je celá součástí sítě TEN-T. Plánuje se též elektrizace a modernizace, po které by se trať lépe napojila na Třetí železniční koridor. Pak by se stala významným tahem pro dálkové vlaky do Německa.